# Хайнрих I фон Хайнсберг
Хайнрих I фон Хайнсберг (на немски: Heinrich I von Heinsberg; * ок. 1208/пр. 1224 в замък Бургспонхайм; † 1259) от род Спанхайми е господар на Хайнсберг от 1228 до 1259 г.
Той е вторият син на граф Готфрид III от Спонхайм († 1218) и съпругата му Аделхайд фон Сайн († 1263), дъщеря на Хайнрих II фон Сайн-Зафенберг († 1203) и Агнес фон Зафенберг († 1200).
През 1230 г. Хайнрих I се жени за Агнес фон Клеве-Хайнсберг († 1267), дъщеря на граф Дитрих I фон Фалкенбург († 1227/1278). Тя е наследничка на линията Клеве-Хайнсберг, странична линия на графовете на Клеве, и 1246 г. се основава линията Спонхайм-Хайнсберг. Той наследява от майка му земи в Сайн и част от собствеността на господарите на Хайнсберг..
Хайнрих I основава град Хайнсберг, за пръв път споменат в негов документ от 1255 г.

## Деца
От брака му с Агнес фон Клеве-Хайнсберг той има децата:
- Дитрих II (I) († 26 юли 1303), граф на Хайнсберг, ∞ ок. 14 април 1253 г. Йохана фон Льовен-Гаасбеек
- Йохан I († сл. 1306), господар на Льовенберг

1. ∞ Гизела фон Боланден-Фалкенщайн-Мюнценберг († 6 март 1280), дъщеря на Вернер I фон Фалкенщайн-Мюнценберг († 1298/1300)
2. ∞ пр. 1286 г. Мехтхилд фон Майзенбург († сл. 1300), дъщеря на	Валтер IV фон Майзенбург († 1288)

- Алхайдис († ок. 1303), наследничка на Хюлхрат и Зафенберг, ∞ 22 септември 1255 г. граф Дитрих V фон Клеве († 1275)
- Хайнрих, пропст в Кьолн († 1315 или 1316)
- Агнес († сл. 1297), монахиня в Хайнсберг
- Изолда (Изабела) († сл. 1287)

1. ∞ преди май 1270 г. граф Бруно III фон Изенбург-Браунсберг († ок. 1278/1279)
2. ∞ сл. 1278 г. Еберхард фон Изенбург-Гренцау († 1292)